# پالامالاوا
پالامالاوا (به انگلیسی: Pallamallawa) یک شهرک در استرالیا است که در Moree Plains Shire واقع شده‌است.